# Coenocalpe millierata
Coenocalpe millierata là một loài bướm đêm trong họ Geometridae.